# دينيس سميث جر
دينيس سميث جر (بالإنجليزية: Dennis Smith Jr.)‏ هو لاعب كرة سلة أمريكي يلعب في مركز لاعب هجوم خلفي في نادي نيويورك نيكس.

## روابط خارجية
- دينيس سميث جر على موقع الدوري الأوروبي لكرة السلة (الإنجليزية)
- دينيس سميث جر على موقع إن بي أي (الإنجليزية)
- دينيس سميث جر على موقع سبورتس رفرنس (الإنجليزية)
- دينيس سميث جر على موقع الدوري الإسباني لكرة السلة (الإسبانية)
- دينيس سميث جر على موقع كرة السلة الأوروبية.كوم (الإنجليزية)
- دينيس سميث جر على موقع إي إس بي إن.كوم (الإنجليزية)
- دينيس سميث جر على موقع كلية كرة السلة في سبورتس رفرنس.كوم (الإنجليزية)
- دينيس سميث جر على موقع ريلجم (الإنجليزية)
- دينيس سميث جر على موقع بروبوليرز (الإنجليزية)
- دينيس سميث جر على موقع سبورتس رفرنس (الإنجليزية)